# Minas Shopping
Minas Shopping es un centro comercial uruguayo. Está ubicado en la calle Aparicio Saravia 960, Minas, Uruguay.

## Historia
Fue inaugurado en diciembre de 2022. Se gestó por licitación pública Nº 02/2018 de la Intendencia de Lavalleja. El proyecto fue desarrollado por el Estudio Luis Lecueder, que contrató para realizar el proyecto a Gómez Platero Arquitectos.
Están en funcionamiento una terminal con once andenes de embarque, cuarenta locales comerciales y un supermercado.
El centro comercial es a cielo abierto, de un solo nivel y además amigable con los animales. 